# Сарај Цуриел
Сарај Цуриел (хебр. אבי טולדנו, романизовано Sarai Tzuriel; Кфар Јехошуа, 24. децембар 1952) израелска је позоришна и филмска глумица и певачица. Завршила је студије књижевности и позоришне уметности на Универзитету у Тел Авиву. 
Позоришну каријеру започела је 1976. наступом у представи Краљица од Сабе у позоришту у Биршеби, а до 2001. играла је у свим позоришним кућама у Израелу. Поред позоришта радила је и на телевизији, углавном у дечијим емисијама, а у неколико наварата је посуђивала свој глас у синхронизацијама цртаних филмова на хебрејски језик. Наступила је и на неколико фестивала дечијих песама.  
Заједно са Мотијем Гиладијем представљала је Израел на Евросонгу у Берген 1986. са песмом Yavo Yom (у преводу Доћи ће дан) која је са свега 7 освојених бодова заузела претпоследње, 19. место. Био је то уједно и најлошији пласман Израела, на том фестивалу, у дотадашњој историји учешћа. 